# Higashine
Higashine (東根市; -shi) é uma cidade japonesa localizada na província de Yamagata.
Em 2003, a cidade tinha uma população estimada em 45 535 habitantes e uma densidade populacional de 219,80 h/km². Tem uma área total de 207,17 km².
Recebeu o estatuto de cidade a 3 de Novembro de 1958.